# Planzolles
Planzolles är en kommun i departementet Ardèche i regionen Auvergne-Rhône-Alpes i sydöstra Frankrike. Kommunen ligger  i kantonen Joyeuse som ligger i arrondissementet Largentière. År 2022 hade Planzolles 162 invånare.

## Befolkningsutveckling
Antalet invånare i kommunen Planzolles
Referens: INSEE